# Saint Augustin, Madagascar
Saint Augustin (cunoscut și sub numele de Ianantsony; în malgașă Anantson̈o) este o comună (în malgașă kaominina) din Madagascar. Acesta aparține districtului  Toliara II, care face parte din regiunea Atsimo-Andrefana.

## Geografie
Este situat la sud de Toliara (Tuléar) la gura Râului Onilahy până la Golful Saint-Augustin și Oceanul Indian.